# Schmerikon
Schmerikon (toponimo tedesco) è un comune svizzero di 4 162 abitanti del Canton San Gallo, nel distretto di See-Gaster.

## Geografia fisica

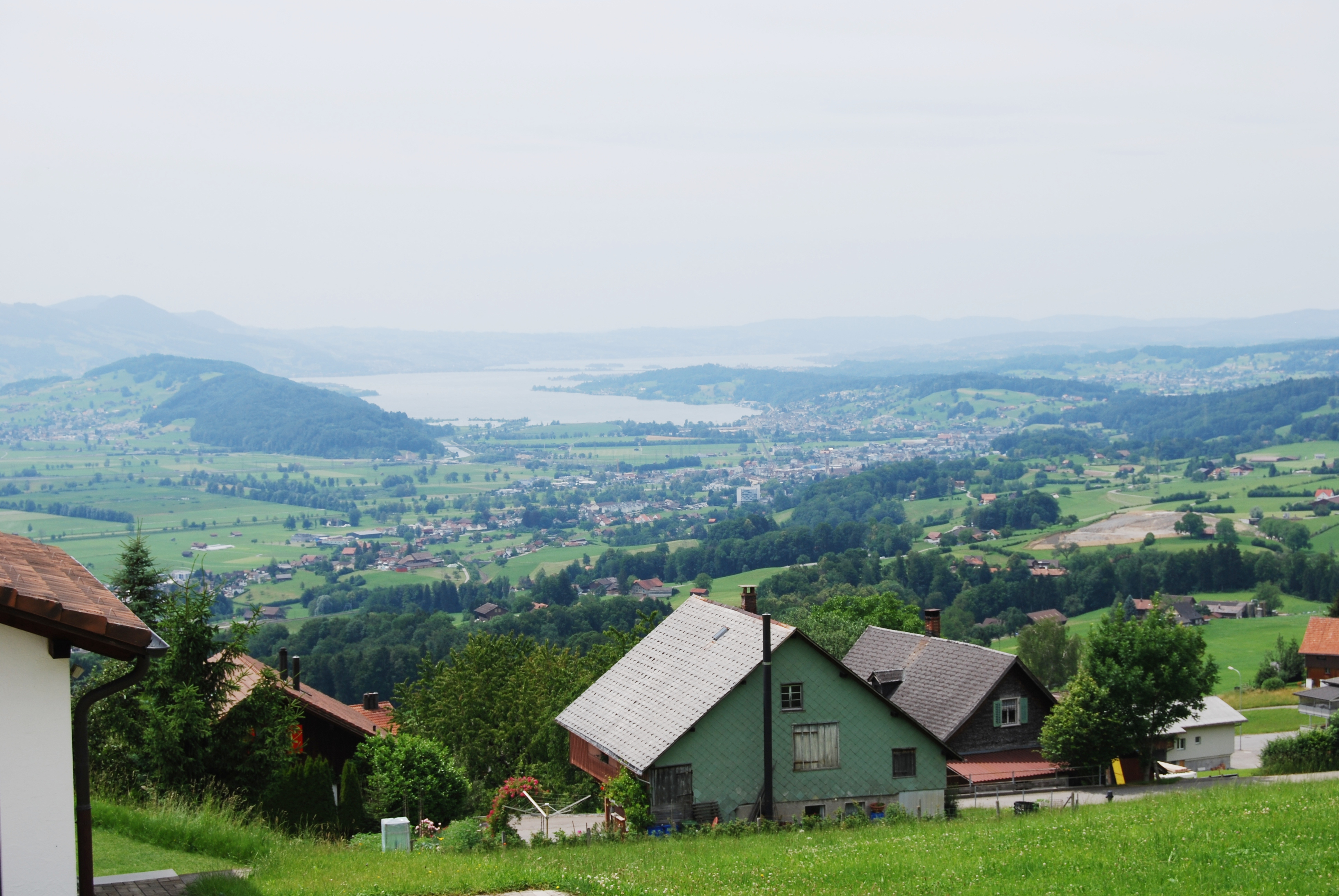
Schmerikon e il lago di Zurigo visti da est

Schmerikon si trova all'estremità orientale dell'Obersee, la parte orientale del lago di Zurigo compresa tra il ponte-diga di Rapperswil (Seedamm von Rapperswil), tra Rapperswil e Pfäffikon, e il canale della Linth.

## Storia
Schmerikon venne menzionato la prima volta nel 741 nella forma Smarinchova; nel XIII secolo passò sotto il dominio dei baroni di Toggenburgo e venne unito alla contea di Uznach. Nel 1437, dopo la morte dell'ultimo barone di Toggenburgo, il villaggio passò come tutta la contea di Uznach prima sotto il controllo dei baroni di Raron e poi, nel 1469, sotto quello dei cantoni Svitto e Glarona. Nel 1798 venne incorporato nel Canton Linth e pochi anni più tardi, nel 1803, venne annesso al nuovo Canton San Gallo.

## Monumenti e luoghi d'interesse
- Chiesa parrocchiale cattolica di Sant'Iodoco, eretta nel XV secolo[3].

## Società

### Evoluzione demografica
L'evoluzione demografica è riportata nella seguente tabella:
Abitanti censiti

## Infrastrutture e trasporti
Schmerikon è servito dall'omonima uscita sull'autostrada A15, è attraversato dalle strade principali 17 e 428 ed è servita dall'omonima stazione sulla ferrovia Rapperswil-Ziegelbrücke (linea S6 della rete celere di San Gallo).